# Quốc lộ 27C
Quốc lộ 27C (còn được biết đến với tên cũ là Đường tỉnh 652 thuộc tỉnh Khánh Hòa và Đường tỉnh 723 thuộc tỉnh Lâm Đồng) là tên gọi của con đường nối thành phố Nha Trang tỉnh Khánh Hòa với thành phố Đà Lạt tỉnh Lâm Đồng của Việt Nam. Quốc lộ 27C nối đoạn cuối của quốc lộ 20 với phần quốc lộ 1 đi qua Diên Khánh, Khánh Hòa, liên thông vùng biển miền Trung với cao nguyên Lâm Viên, nên được mệnh danh là Con đường nối Biển và Hoa.
Quốc lộ 27C được khởi công ngày 20 tháng 4 năm 2004, dài 121 km. Đường đi từ Đà Lạt đến huyện Lạc Dương rồi huyện Khánh Vĩnh và Diên Khánh của tỉnh Khánh Hòa. Đoạn qua đèo Khánh Lê cao 1700m, dài 33 km là đèo dài nhất Việt Nam (sau đèo Pha Đin dài 32 km). Đường đi qua nhiều đồi núi hiểm trở, với nhiều khúc cua gấp, vách đá cao và vực sâu đến 300m tạo nên phong cảnh hùng vĩ hai bên. Tuyến đường này còn đi ngang qua Vườn quốc gia Bidoup Núi Bà - vườn quốc gia có tài nguyên sinh học đa dạng bậc nhất tại Việt Nam. 
Du khách sẽ có cảm giác lạ lẫm khi được tắm mình trong làn sương mờ mờ ảo ảo. Ở đây mỗi sáng ra, đến tám giờ mù sương vẫn còn bao phủ. Và chiều lại, khoảng ba, bốn giờ chiều trở đi, những "thung lũng mù sương" phiêu bạt đó lại sà xuống con đường.
Ngày 24 tháng 7, 2007 chính thức hoàn thành giai đoạn 1 của tuyến đường. Đoạn từ Đà Lạt đến Lạc Dương hiện vẫn còn chưa thi công xong.
Trong tương lai đây là sẽ là tuyến đường quan trọng và có ảnh hưởng đến sự phát triển kinh tế - xã hội của hai tỉnh Lâm Đồng và Khánh Hòa. Ngoài ra tuyến đường này còn thu hút nhiều du khách đến với vùng Cao nguyên. Đó là sẽ là điều kiện thuận lợi để phát huy những tiềm năng du lịch của vùng cao nguyên - vùng biển nói chung và Khánh Hòa - Lâm Đồng nói riêng.
Tháng 6 năm 2015, Đường tỉnh 723 được nâng cấp thành quốc lộ với tên gọi mới là Quốc lộ 27C, hiện nay toàn bộ các cột cây số trên tuyến đường thuộc địa phận cả hai tỉnh đã được đổi tên và màu sắc cột đúng với quy chuẩn của quốc lộ.
Ngày 10 tháng 2 năm 2018, tỉnh Khánh Hòa cho thông xe đường Võ Nguyên Giáp với chiều dài 10 km, lộ giới 60m nối điểm đầu của quốc lộ 27C với trung tâm thành phố Nha Trang . Các phương tiện không còn phải đi vòng sang thị trấn Diên Khánh để vào trung tâm thành phố, từ đó rút ngắn thời gian di chuyển, giảm ùn tắc và tai nạn giao thông.